# اردوگاه آزمایش‌های انسانی اس‌اس
اردوگاه آزمایش‌های انسانی اس‌اس (انگلیسی: SS Experiment Camp) یک فیلم بهره‌کشی جنسی نازی به کارگردانی سرجو گارونه است که در سال ۱۹۷۶ منتشر شد.
داستان مربوط به آزمایش‌های انسانی جنسی بدون رضایت بر روی زندانیان زن یک اردوگاه کار اجباری است که توسط سرهنگ فون کلیبن (با بازیِ جورجو چریونی)، افسر نازی اداره می‌شود که پس از اخته شدن توسط یک دختر روسی، به پیوند بیضه نیاز پیدا کرده است.
فیلم در دهه ۱۹۸۰ به سبب مضامین بحث‌برانگیز و کمپین تبلیغاتی عمومی‌اش که شامل پوسترهای زننده و توهین‌آمیز بود، رسوایی به‌بار آورد. این فیلم در برخی از کشورها، از جمله بریتانیا ممنوع شد که در جریان آن، به‌عنوان یکی از فیلم‌های موسوم به «ویدئوهای زشت و زننده» تحت پیگرد قانونی قرار گرفت؛ عنوانی که در مطبوعات و کارزارهای تبلیغاتی برای فهرستی از فیلم‌هایی استفاده می‌شد که مطابق قوانین انتشار قباحت فیلم‌های منافی اخلاق عمومی محسوب می‌شدند. منتقدان روزنامه‌های ساندی تایمز و دیلی اکسپرس این فیلم را تقبیح کردند.